# Frank Alois Pitelka
 (septembre 2019).
Si vous disposez d'ouvrages ou d'articles de référence ou si vous connaissez des sites web de qualité traitant du thème abordé ici, merci de compléter l'article en donnant les références utiles à sa vérifiabilité et en les liant à la section « Notes et références ».
Frank Alois Pitelka est un ornithologue américain, né le 27 mars 1916 à Chicago et mort le 10 octobre 2003 à Altadena, Californie.

## Biographie
Il fait ses études à l’université de l’Illinois où il obtient un Bachelor of Sciences en 1939 puis un doctorat à l’université de Berkeley en 1946. Durant ses études, il rencontre Dorothy Riggs, également étudiante, avec laquelle il se marie le 5 février 1943. Elle obtient son propre doctorat deux ans après son mari.
F. Pitelka rejoint le département de zoologie de l’université de Berkeley en 1947. Il participe également au muséum de l’université de Berkeley où il assure notamment le poste de conservateur des oiseaux de 1949 à 1963. Il prend sa retraite en 1985 mais continue de travailler en collaboration avec le muséum jusqu’en 1997. Pour ses travaux avec ses étudiants, il reçoit une récompense en 1984.
Il étudie principalement les oiseaux du cercle arctique américain ainsi que les variations des populations de lemmings. Il reçoit diverses distinctions comme la médaille Brewster en 1980, la médaille Mercer en 1953. Pitelka participe à diverses sociétés savantes dont l’American Ornithologists' Union, l’American Association for the Advancement of Science, la California Academy of Sciences... L’université Masaryk de Brno lui décerne un titre de docteur honorifique en 1997. Sa femme meurt de la maladie d'Alzheimer en 1994.

## Publications
(Liste incomplète)
- 1947 : Taxonomy and distribution of the Mexican sparrow Xenospiza baileyi. Condor, 49 : 199–203.

## Récompenses
- Loye and Allen Miller Research Award en 2001